# Cinque marines per cento ragazze
Pour plus de détails, voir Fiche technique et Distribution.
Cinque marines per cento ragazze est un film italien réalisé par Mario Mattoli, sorti en 1961.

## Fiche technique
- Titre original italien : Cinque marines per cento ragazze
- Réalisation : Mario Mattoli
- Scénario : Franco Castellano, Giuseppe Moccia
- Photographie : Riccardo Pallottini
- Montage : Roberto Cinquini
- Musique : Gianni Ferrio
- Costumes : Vera Poggioni
- Pays d'origine :  Italie
- Langage : Italien
- Production : Alpi Cinematografica
- Format : Couleur (Eastmancolor) - 35 mm - 2.35 : 1 - Son : Mono
- Genre : Comédie, Musicarello
- Durée : 96 minutes
- Dates de sortie :
  - Italie : 10 août 1961
  - Espagne : 6 mai 1963
- Affiche : Macario Gómez Quibus (Espagne)

## Distribution
- Virna Lisi : Grazia
- Mario Carotenuto : L'amiral Michigan
- Hélène Chanel : Elena
- Sergio Raimondi : Robert
- Paul Wynter : Sam
- Raffaella Carrà : Mirella
- Vittorio Congia : Charlie
- Franco Franchi : factotum
- Little Tony : Tony Collina
- Daniela Calvino : Aurora
- Ciccio Ingrassia : factotum
- Pietro De Vico
- Carla Calò : une professeur
- Santo Versace : Red
- Elsa Vazzoler (it) : une professeur
- Vicky Ludovisi (it) : Silvia
- Lilia Neyung : Savaki
- Edith Peters des The Peters Sisters : cuisinière
- Bice Valori : la directrice du collège
- Raimondo Vianello : le général Patterson
- Ugo Tognazzi : le sergent Imparato
- Piero Gerlini (it) : un sous-marinier
- Pia Grazia Argenti
- Eleonora Bianchi
- Pier Paola Bucchi
- Maria Vittoria Caracciolo
- Giulietta Censori
- Rita Forzano
- Pinuccia Galimberti
- Margherita Lerda
- Luciana Liberatori
- Gabriella Mancini
- Silvana Manni
- Marisa Massimo
- Gloria Parri
- Donatella Raimondi
- Flora Ranieri
- Ciccio Barbi